# Cramaille
Cramaille es una comuna francesa, situada en el departamento de Aisne, de la región de Alta Francia.

## Demografía
| 179 | 172 | 135 | 127 | 108 | 102 | 120 | 134 |
| Para los censos de 1962 a 1999 la población legal corresponde a la población sin duplicidades (Fuente: INSEE [Consultar]) |     |     |     |     |     |     |     |